# Théorie des ombres
La théorie des ombres est une théorie visant à expliquer les méthodes et les fonctions des peintures pariétales préhistoriques. Elle a été avancée par deux non-spécialistes, le dessinateur Bertrand David et le chercheur en médecine et écrivain Jean-Jacques Lefrère, dans un ouvrage grand public publié en 2013.

## Technique
La théorie comprend un premier volet purement technique : les hommes préhistoriques auraient dessiné grâce aux ombres portées. Projetant sur les murs des grottes les silhouettes de figurines animalières, ils en auraient tracé le contour, puis peint l’intérieur, ce qui expliquerait la superposition de nombreuses figures, la parenté stylistique alléguée par les auteurs, et surtout le maintien de cet art sur un espace géographique important et durant des dizaines de milliers d’années. La transmission d’une technique et de figurines aurait été plus aisée que la formation artistique de lignées ininterrompues de peintres,.

## Interprétation
Sur le plan de l'interprétation, la théorie des ombres n’est pas sans parenté avec l’hypothèse totémique d'Henri Breuil. Les auteurs proposent de voir dans ces grottes souvent peu accessibles des nécropoles symboliques. Les animaux représentés, dont les spécialistes pensent qu’ils n’étaient pas nécessairement chassés, représenteraient les morts illustres du clan, chaque clan ayant son animal totémique. L’utilisation de l’ombre comme guide du dessin (connue dans l’Antiquité grecque et égyptienne) aurait ainsi un sens symbolique fort, l’ombre étant dans de nombreuses cultures associée à l’âme, et le monde des morts dénommé le pays des ombres.

## Réception critique
Purement spéculative, cette théorie des ombres proposée au débat est contestée par la majorité des spécialistes,,,.
- Jean Clottes, spécialiste en art pariétal de renommée internationale, estime que cette technique, si elle a jamais été utilisée, n’a pu l’être que de façon marginale[8].

- Le préhistorien français Romain Pigeaud en a donné une critique dans la revue Archéologia[9].

- Dominique Baffier, conservatrice de la grotte Chauvet, préhistorienne et spécialiste de l'art pariétal paléolithique, se montre sceptique[10] : « La topographie des lieux rend parfois impossible la technique de l'ombre portée... Aucune des statuettes que ces hommes préhistoriques auraient utilisées pour leurs dessins n'a jamais été retrouvée dans une grotte ornée... ».

- Yves Coppens, qui a été président du Conseil scientifique de Lascaux, s'est montré moins sévère[11] : « ça m’intéresse surtout parce que je pense à l’origine des rupestres. C’est-à-dire que les hommes ont vécu pendant des milliers d’années et puis, tout d’un coup, si l’on peut dire, ils se mettent à projeter leurs idées sur des parois ou sur des objets. Donc il faut bien qu’il y ait une amorce de quelque chose et pourquoi pas, penser, en effet, à recopier l’ombre qui, tout d’un coup, les surprend en se projetant sur une paroi ou sur un support ? C’est intelligent ! ».